# Lijst van oorlogsmonumenten in Waalwijk
De Nederlandse gemeente Waalwijk heeft drie oorlogsmonumenten. Hieronder een overzicht.
| Nr.  | Object                    | Herdachte groep                      | Ontwerper                               | Onthulling      | Type            | Locatie                       | Plaats         | Coördinaten                   | Foto                      |
| ---- | ------------------------- | ------------------------------------ | --------------------------------------- | --------------- | --------------- | ----------------------------- | -------------- | ----------------------------- | ------------------------- |
| 541  | Monument voor Jan de Rooy | verzet Nederland                     | Fred Carasso                            | 1954            | beeld/sculptuur | Tilburgseweg 3, 5161 DA       | Sprang-Capelle | 51° 40' 20" NB, 5° 3' 12" OL  | Monument voor Jan de Rooy |
| 626  | Monument Kapelsche Veer   | geallieerde militairen               | Klokkengieterij 'Koninklijke Eijsbouts' |                 | plaquette       | Veerweg, 5161                 | Sprang-Capelle | 51° 42' 53" NB, 4° 58' 51" OL |                           |
| 1088 | Oorlogsmonument           | burgerslachtoffers, verzet Nederland | John Rädecker, G.H. Holt                | 30 oktober 1949 | beeld/sculptuur | Burg. Moonenlaan, 5141 EJ     | Waalwijk       | 51° 41' 11" NB, 5° 3' 36" OL  |                           |
|      | Stolpersteine             | vervolgden Nederland                 | Gunter Demnig                           |                 | plaquette       | Zie Stolpersteine in Waalwijk | Waspik         |                               |                           |

Alphen-Chaam ·
Altena ·
Asten ·
Baarle-Nassau ·
Bergeijk ·
Bergen op Zoom ·
Bernheze ·
Best ·
Bladel ·
Boekel ·
Boxtel ·
Breda ·
Cranendonck ·
Deurne ·
Dongen ·
Drimmelen ·
Eersel ·
Eindhoven ·
Etten-Leur ·
Geertruidenberg ·
Geldrop-Mierlo ·
Gemert-Bakel ·
Gilze en Rijen ·
Goirle ·
Halderberge ·
Heeze-Leende ·
Helmond ·
's-Hertogenbosch ·
Heusden ·
Hilvarenbeek ·
Laarbeek ·
Land van Cuijk ·
Loon op Zand ·
Maashorst ·
Meierijstad ·
Moerdijk ·
Nuenen, Gerwen en Nederwetten ·
Oirschot ·
Oisterwijk ·
Oosterhout ·
Oss ·
Reusel-De Mierden ·
Roosendaal ·
Rucphen ·
Sint-Michielsgestel ·
Someren ·
Son en Breugel ·
Steenbergen ·
Tilburg ·
Valkenswaard ·
Veldhoven ·
Vught ·
Waalre ·
Waalwijk ·
Woensdrecht ·
Zundert